# Jardegnée
 (octobre 2015).
Si vous disposez d'ouvrages ou d'articles de référence ou si vous connaissez des sites web de qualité traitant du thème abordé ici, merci de compléter l'article en donnant les références utiles à sa vérifiabilité et en les liant à la section « Notes et références ».
Jardegnée, Jardenée ou encore Jaignée est un village qui n'existe plus aujourd'hui mentionné dans une Bulle du Pape Innocent II et dans le livre intitulé Les Délices du Pays de Liège. Ce hameau, d'après le livre, était situé près du village de Blehen, entre Waremme et Hannut. Son territoire est équivalent aujourd'hui à un quartier du village de Lens-Saint-Remy nommé "Le Marais". Lorsque Jardegnée existait, il faisait partie de la Principauté de Liège, et actuellement, Lens-Saint-Remy, le village où on situe ce hameau, fait partie de la Belgique et de la Province de Liège.